# Gottlieb Benedict Zemisch

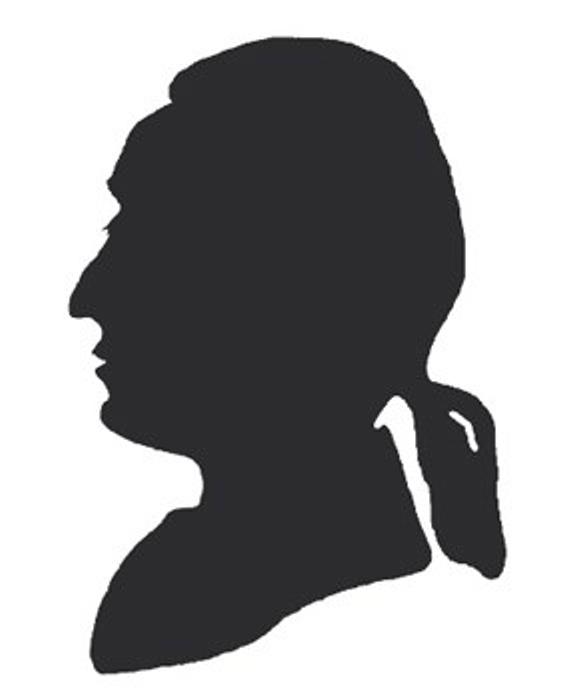
Gottlieb Benedict Zemisch (um 1750)

Gottlieb Benedict Zemisch (auch: Zehmisch) (getauft 21. Mai 1716 in Leipzig; † 29. März 1789 ebenda) war ein deutscher Rauchwarenhändler und Kunstmäzen in Leipzig.

## Leben
Gottlieb Benedict Zemisch erwarb 1741 die Leipziger Bürgerrechte und betrieb mit seinem Bruder einen der größten Rauchwarenbetriebe in Sachsen. Mit 24 Jahren war er Gründungsmitglied der zunächst namenlosen Freimaurerloge, die sich später „Aux trois compas“ (Zu den drei Zirkeln) nannte.
1743 gehörte er zu jenen 16 Leipziger Bürgern, meist Kaufleuten, die am 11. März eine private Konzertgesellschaft gründeten, für die 16 von dieser Gemeinschaft bezahlte Musiker regelmäßig vor geladener Gesellschaft in Privaträumen konzertierten. Das Große Concert war geboren, der Vorläufer des Gewandhausorchesters, das noch heute seine Anrechtskonzerte so benennt.

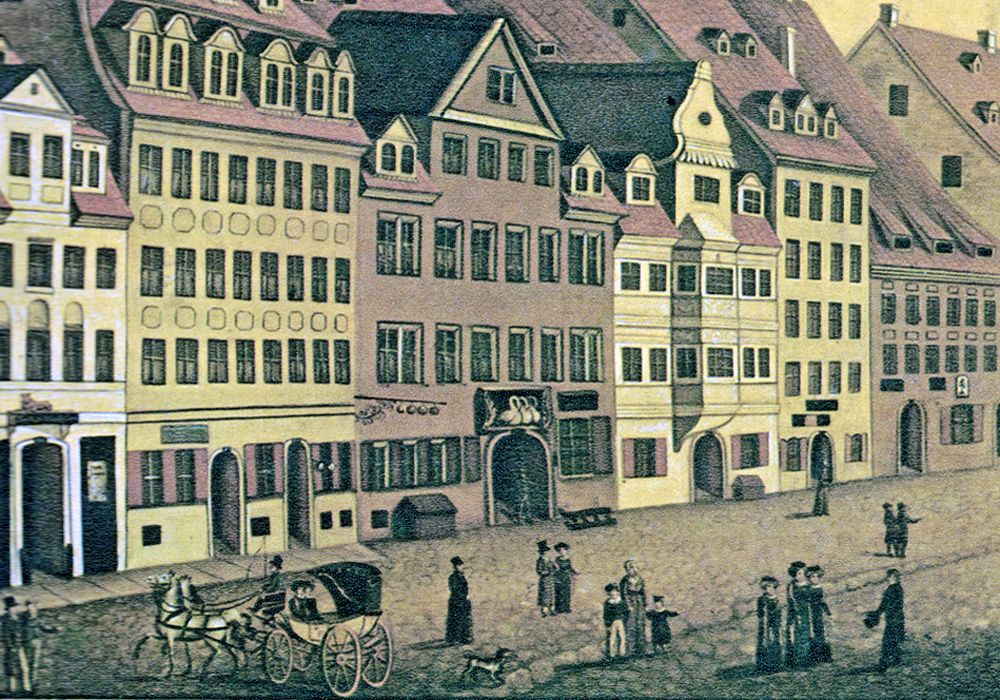
Gasthof Drei Schwanen, in dem Zemisch den Saal für die Großen Concerte ausbauen ließ (um 1800).
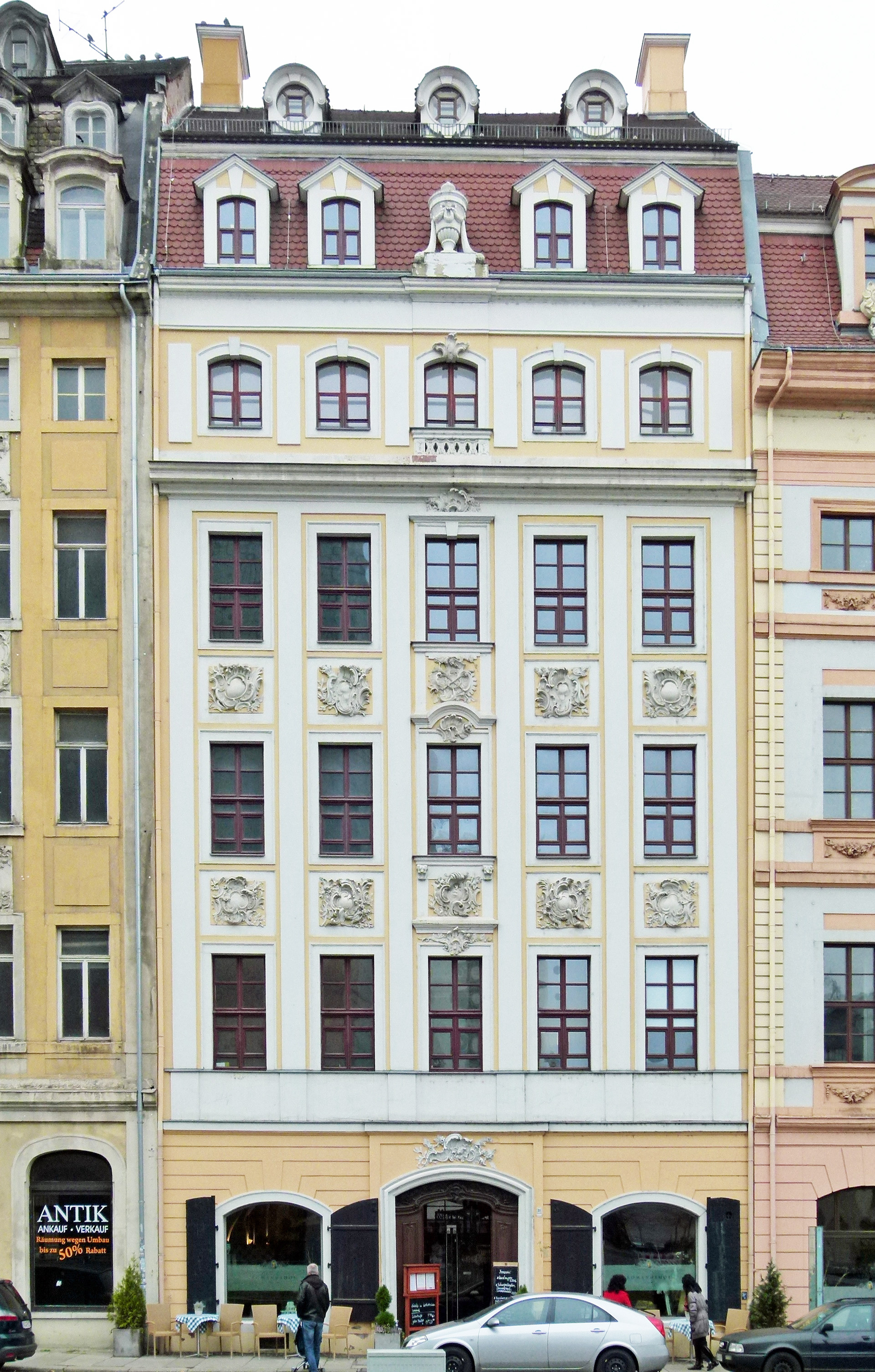
Zemischs Haus von 1752 in der Katharinenstraße (2012)
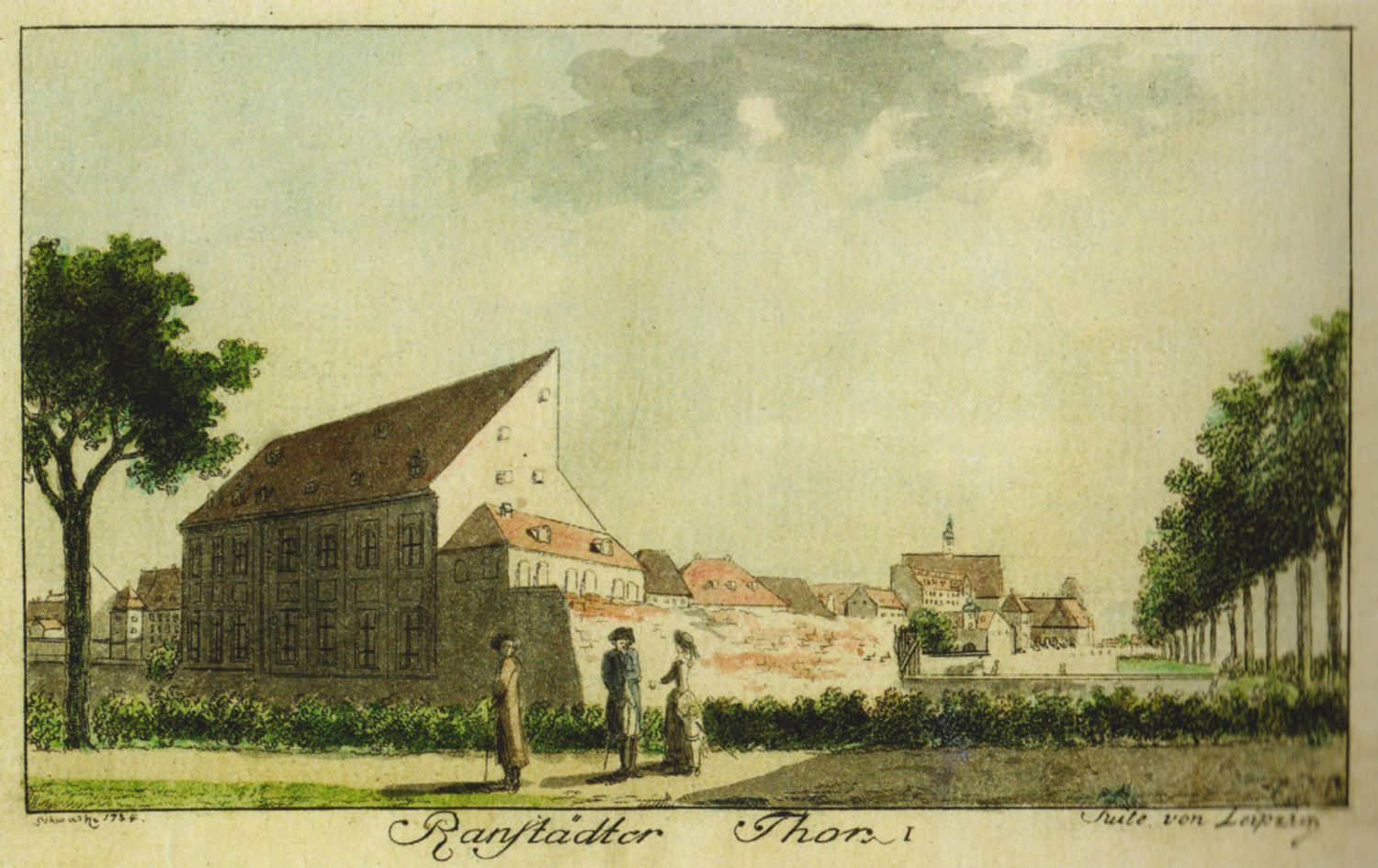
Das von Zemisch 1766 errichtete Comödienhaus (Altes Theater) auf der Rannischen Bastei (1784)

Als sich die Zuhörerschaft vergrößerte, wurde der Saal im Gasthof „Zu den drei Schwanen“ am Brühl gemietet. Dabei tat sich Zemisch besonders hervor, indem er ihn auf eigene Kosten zum Konzertsaal umbauen ließ. Für 30 Jahre war hier die Heimstatt der Konzerte, deren Direktion Zemisch bis 1775 innehatte.
Von 1750 bis 1752 ließ er sich in der Katharinenstraße 21 neben dem Romanushaus vom Baumeister Friedrich Seltendorff (1700–1778) das heute noch existierende Bürgerhaus erbauen. Es enthielt Wohn- und Geschäftsräume.
Aus seiner Kunstbegeisterung resultierte auch die Errichtung des ersten Theaterneubaus in Leipzig. Auf der Rannstädter Bastei wurde 1766, wiederum auf seine Kosten, von dem Dresdner Architekten Georg Rudolph Fäsch (1715–1787) das Comödienhaus errichtet, das ab 1868 Altes Theater hieß und 1943 während eines Luftangriffs den Bomben zum Opfer fiel.
All das überforderte Zemisch finanziell. Er verschuldete sich vor allem durch sein Mäzenatentum derart, dass er 1778 seine Rauchwarenhandlung aufgeben musste, und er verlor auch sein Wohnhaus in der Katharinenstraße, das Adolph Christian Wendler (1734–1794) kaufte. Im gleichen Jahr endete auch das Große Concert – offensichtlich aus den gleichen Gründen. Das Comödienhaus hatte er seiner Frau überschrieben, die es sieben Jahre nach seinem Tod 1796 an die Stadt veräußerte. 
Nach seinem Bankrott starb Gottlieb Benedict Zemisch 1789 verarmt in einer kleinen Wohnung am Ranstädter Tor.

## Ehrung
1910 wurde Gottlieb Benedict Zemisch zu Ehren in Leipzig-Lößnig die Zehmischstraße benannt.